# Cascadas Gurara
Las cascadas Gurara se encuentran en Gurara, en el área del gobierno local del estado de Níger, en Nigeria, 60 km al noroeste de la capital, Abuya Las cascadas tienen aproximadamente 30 metros de altura y se encuentran en el río Gurara, a lo largo de la carretera Suleja-Minna.

## Mito y folclore
Según la historia oral, las cascadas Gurara fueron descubiertas por un cazador Gbari llamado Buba el 1745, antes de que algunos europeos las descubrieran el 1925 y las convirtieran en un centro de recreo. 
Antes de que los europeos descubrieran las cascadas, las cascadas Gurara fueron adoradas por las personas que vivían en las comunidades de sus alrededores. 
La historia oral también dice que el río Gurara y las cascadas Gurara fueron denominadas con el nombre de dos deidades: Gura y Rara.

## Clima
El clima es la sabana. La temperatura mediana es de 24 °C. El mes más cálido es abril, con 28 °C, y el mes más frío septiembre, con 21 °C. La precipitación anual es de 1.595 mm. El mes más lluvioso es septiembre, con 295 mm de lluvia, y el mes más seco es enero, con 2 mm de lluvia.

## Entorno
El terreno alrededor de las cascadas de Gurara es mayoritariamente llano, pero hay cerros al oeste. El punto más alto de la zona tiene 370 metros sobre el nivel del mar, a 1 km al noroeste de las cascadas de Gurara. La densidad de población cerca de las cascadas de Gurara es bastante alta, con 54 hab/km². Los ríos son muy comunes en la región de las cascadas de Gurara.

## Turismo
Las cascadas Gurara son uno de los principales lugares turísticos de Nigeria. Ha habido planes en los últimos tiempos para convertirlo en un complejo turístico con un centro de recreo y un hotel de siete estrellas en sus alrededores.